# Arcipelago di Los Monjes
L'arcipelago di Los Monjes è un arcipelago del Venezuela di 0,20 chilometri quadrati, che è parte delle Dipendenze Federali e si trova a 34,8 km ad est della penisola della Guajira e 40 km nord-est delle coste dello Stato di Zulia, nel Golfo del Venezuela. 
Il piccolo arcipelago non è lontano dall'isola di Aruba, nazione costitutiva dei Paesi Bassi.

## Geografia
L'arcipelago, disabitato, è formato complessivamente da 8 isole, così suddivise:
- Monjes del Sur (12 ° 22'N 70 ° 54'W), composto dalle due isole maggiori, collegate da un ponte artificiale. Il sud delle isole raggiunge un'altezza di 70 metri e ha un faro.
- Monje del Este (12 ° 24'N 70 ° 51'W), un isolotto a 5,3 km a nordest di Monjes del Sur, raggiunge un'altezza di 43 m.
- Monjes del Norte (12 ° 30'N 70 ° 55'W), è 12,3 km a NNE di Monjes del Este, e si compone di cinque scogli, il più grande dei quali raggiunge un'altezza di 41 m.